# Wheatstone (Nouvelle-Zélande)
Wheatstone est une localité de la région de Canterbury située dans l'Île du Sud de la Nouvelle-Zélande.

## Situation
Elle est localisée dans la plaine  Canterbury au sud de la ville d' Ashburton, sur les berges du fleuve Ashburton. D'autres localités à proximité comprennent Huntingdon vers le nord, Eiffelton et Flemington vers l'ouest, Ashton et Waterton vers le sud, et Riverside et Wakanui vers l'est sur le côté opposé du fleuve Ashburton. Wheatstone est légèrement à l'intérieur des terres par rapport à la ligne de côtes de l'Océan Pacifique.